# 勁永國際
勁永國際股份有限公司（英語：Power Quotient International，PQI）是生產記憶體模組和快閃記憶體產品的製造商，1997年成立，2002年股票在中華民國證券櫃檯買賣中心上櫃，2003年股票轉台灣證券交易所上市，2010年加入正崴集團，2018年10月1日股票下市、成為永崴投資控股全資子公司。

## 外部連結
- 勁永國際股份有限公司
- 勁永國際股份有限公司（歐洲） （页面存档备份，存于）